# سوئد در المپیک تابستانی ۲۰۰۰
سوئد در بازی‌های المپیک تابستانی ۲۰۰۰ که در شهر سیدنی استرالیا برگزار شد، کاروان سوئد با ۱۵۰ ورزشکار در این رقابت‌ها شرکت کرد و موفق به کسب ۱۲ مدال (۴ طلا، ۵ نقره، ۳ برنز) شد. در جدول رتبه‌بندی توزیع مدال‌ها، سوئد در ردهٔ ۱۸ مسابقات قرار گرفت.